# Borsoniidae

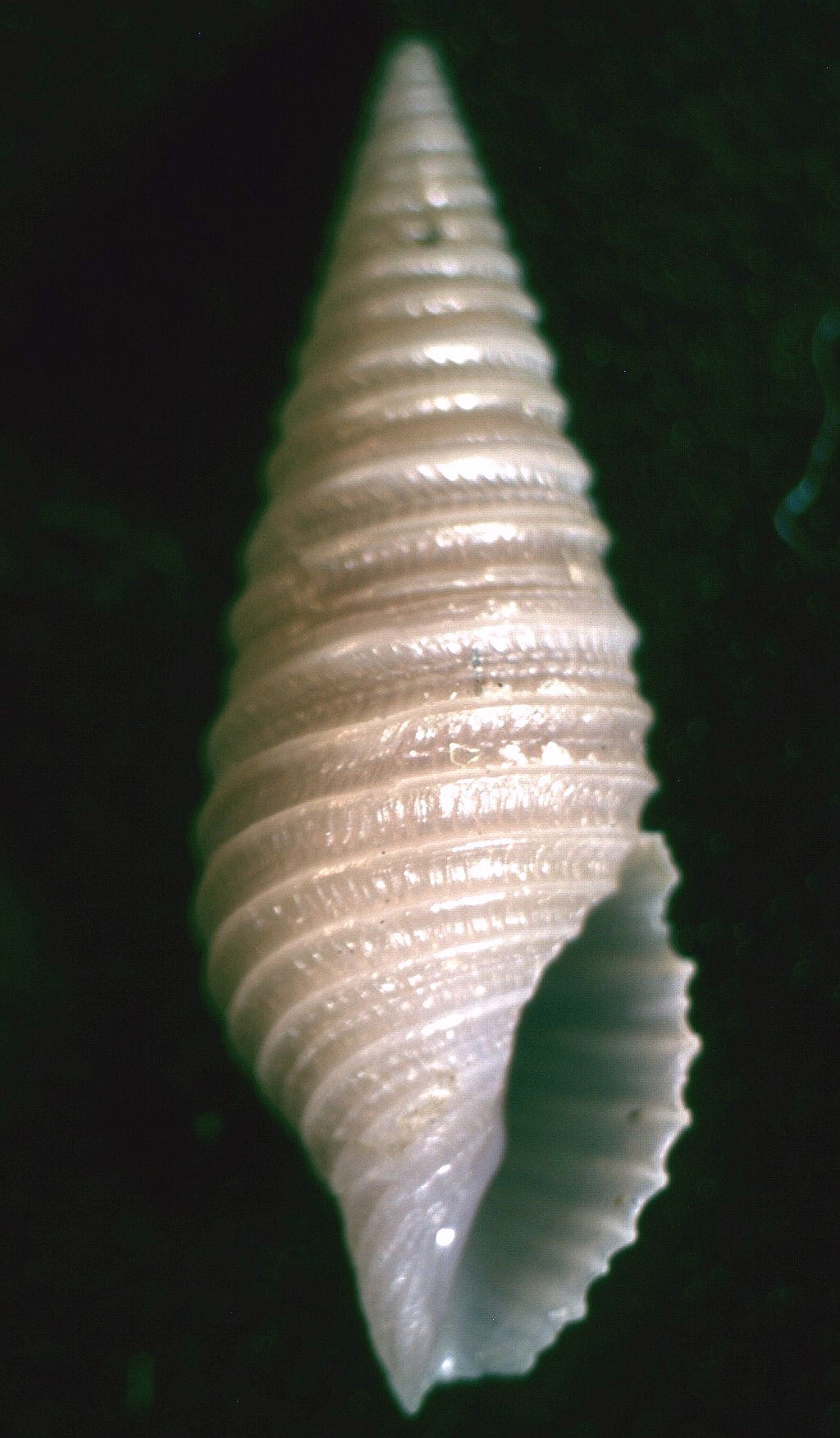
Tomopleura reevii von den Philippinen

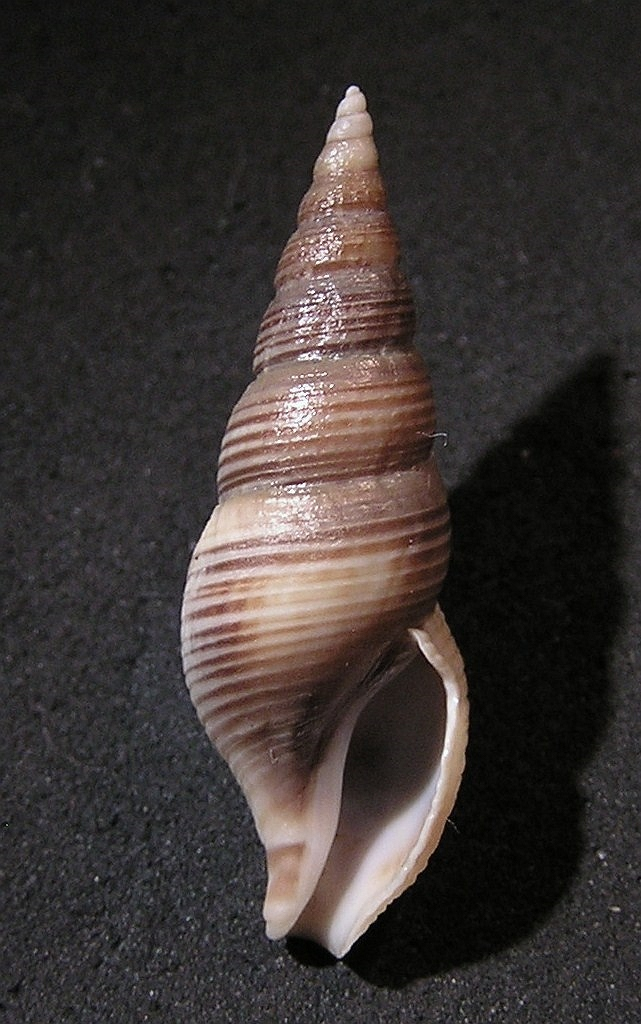
Ophiodermella inermis aus Alaska

Die Borsoniidae sind eine monophyletische Familie kleiner bis mittelgroßer Gehäuseschnecken, die ausschließlich im Meer beheimatet sind. Sie wurden bis zum Jahr 2011 zu den Kegelschnecken innerhalb der Überfamilie Conoidea gezählt.

## Merkmale
Die Arten der Familie Borsoniidae weisen teilweise recht unterschiedliche Merkmale auf, was das Aussehen ihrer Gehäuse betrifft. Das Schneckenhaus ist spindelförmig bis bikonisch geformt. Die Höhe des Gehäuses beträgt je nach Art 5 bis 80 Millimeter. Das Gehäuse ist meist klar skulpturiert, mit einer feinen Längsrippung. 
Der Protoconch kann multispiral mit bis zu fünf Umgängen ausgebildet sein, von denen die ersten glatt, die weiteren gerippt sind. Paucispirale Protoconchen haben bei den Borsoniidae bis zu zwei glatte Umgänge.
Die Mündung ist schmal, elliptisch bis oval, der Siphonalkanal ist kurz oder von mittlerer Länge wie bei Zemacies excelsa. Die Mündung kann bei den meisten Arten durch ein Operculum verschlossen werden, dieses kann aber auch fehlen. Der Kern (Nucleus), von dem aus dieser Verschlussdeckel gebildet wird, liegt am Rand. Auf der Spindelwand kann ungefähr in der Mitte eine gut entwickelte Spindelfalte sitzen. Die Gattung Cordiera hat zwei solcher Falten. Bei manchen Arten fehlen die Spindelfalten jedoch ganz.
Die Radula hat seitliche Zähnchenreihen. Der Basalteil der Radulazähnchen ist relativ schwach entwickelt. An der Spitze der Zähnchen können je nach Art schwache bis ziemlich starke Widerhaken entwickelt sein. Auffällig breit sind diese beispielsweise bei der Gattung Genota. Die Gattung Zemacies besitzt keine Radula.

## Systematik und Taxonomie
Im Jahr 2011 stellten Bouchet et al. verschiedene Gattungen aus den Unterfamilien Clathurellinae und Raphitominae innerhalb der Familie der Kegelschnecken (Conidae) sowie aus der Unterfamilie Zemaciinae innerhalb der Schlitzturmschnecken (Turridae) in einer neuen Familie zusammen, den Borsoniidae. Die restlichen Gattungen der Kegelschnecken-Unterfamilie Clathurellinae wurden in zwei weitere Gruppen geteilt, die zu den  Familien Clathurellidae und Mitromorphidae erhoben wurden. Diese Neueinteilung beruht sowohl auf morphologischen, als auch auf molekularbiologischen Ergebnissen. Da die Gehäusemorphologie bei den einzelnen Gattungen der Borsoniidae jedoch unterschiedlich ist, stützt sich die Analyse bei dieser Familie hauptsächlich auf die DNA-Sequenzierung von drei Gen-Fragmenten.
Die Entwicklung verschiedener Gehäuseformen erklärt sich auch aus der langen Evolutionszeit, die einige Gattungen dieser Familie hinter sich haben. Fossile Arten aus den Gattungen Zemacies, Borsonia und Tomopleura stammen aus dem Paläozän und gehören zu den ältesten Vertretern der Überfamilie Conoidea, den Kegelschnecken im weitgefassten Sinn. Arten der Gattungen Bathytoma, Genota und Microdrillia sind aus dem Eozän bekannt. Verschiedene Apomorphien der Gehäuse könnten im Laufe der Stammesgeschichte verloren gegangen sein, ohne dass sich die Gattungen genetisch sehr weit voneinander weg entwickelten.

### Gattungen
Derzeit werden 31 rezente Gattungen innerhalb dieser Familie unterschieden.
Stand: 15. März 2015
- Apaturris Iredale, 1917
- Aphanitoma Bellardi, 1875
- Asthenotoma Harris & Burrows, 1891
- Austroturris Laseron, 1954
- Awateria Suter, 1917
- Bathytoma Harris & Burrows, 1891
- Belaturricula Powell, 1951
- Borsonella Dall, 1908
- Borsonellopsis McLean, 1971
- Borsonia Bellardi, 1839
- Cordieria Rouault, 1848
- Darbya Bartsch, 1944
- Diptychophlia Berry, 1964
- Drilliola Cossmann, 1903
- Filodrillia Hedley, 1922
- Genota H. Adams & A. Adams, 1853
- Glyptaesopus Pilsbry & Olsson, 1941
- Heteroturris Powell, 1967
- Maoritomella Powell, 1942
- Microdrillia Casey, 1903
- Ophiodermella Bartsch, 1944
- Paraborsonia Pilsbry, 1922
- Phenatoma Finlay, 1924
- Pulsarella Laseron, 1954
- Retidrillia McLean, 2000
- Suavodrillia Dall, 1908
- Tomopleura Casey, 1904
- Tropidoturris Kilburn, 1986
- Typhlodaphne Powell, 1951
- Typhlomangelia G.O. Sars, 1878
- Zemacies Finlay, 1926

Die Eingliederung der Gattungen Apaturris, Belaturricula, Glyptaesopus und Typhlodaphne war bei der Errichtung der Familie im Jahr 2011 noch fraglich, inzwischen hat sich diese Systematik jedoch stabilisiert (siehe  World Register of Marine Species).

### Synonyme
- Acropota Nordsieck, 1977 und Acrobela Thiele, 1925 sind Synonyme von Microdrillia Casey, 1903.
- Boettgeria Peyrot, 1931 und Boettgeriola Wenz, 1943 wurden in die Gattung Borsonia Bellardi, 1839 gestellt.
- Genotia Fischer, 1883 ist gleichbedeutend mit Genota H. Adams & A. Adams, 1853
- Micantapex Iredale, 1936, Parabathytoma Shuto, 1961 und Riuguhdrillia Oyama, 1951 gehören jetzt zu Bathytoma Harris & Burrows, 1891.
- Narraweena Laseron, 1954 ist Synonym von Maoritomella Powell, 1942
- Vexithara Finlay, 1926 und Viridoturris Powell, 1964 wurden mit Typhlomangelia G.O. Sars, 1878 synonymisiert.